# Doddaghatta, Arsikere
Doddaghatta là một làng thuộc tehsil Arsikere, huyện Hassan, bang Karnataka, Ấn Độ.